# Mark Arie
Marcus Mills Pomeroy „Mark” Arie (ur. 27 marca 1882 w Thomasboro, zm. 19 listopada 1958 w Champaign) – amerykański strzelec, dwukrotny mistrz olimpijski, mistrz świata.
Trudnił się sprzedażą samochodów. Strzelectwo zaczął uprawiać w 1905 roku. W 1923 roku zwyciężył w turnieju Grand American Handicap.
Arie uczestniczył w Letnich Igrzyskach Olimpijskich 1920 w dwóch konkurencjach. Został mistrzem olimpijskim w trapie zarówno indywidualnie, jak i drużynowo (skład zespołu: Mark Arie, Horace Bonser, Jay Clark, Forest McNeir, Frank Troeh, Frank Wright). Został także indywidualnym mistrzem świata w 1930 roku.
W 1970 roku został wprowadzony do Trap Shooting Hall of Fame.

## Wyniki

### Igrzyska olimpijskie
| Igrzyska | Konkurencja     | Wynik                           | Miejsce | Źródło |
| -------- | --------------- | ------------------------------- | ------- | ------ |
| IO 1920  | Trap            | 95 pkt.                         |         | [ 4 ]  |
| IO 1920  | Trap, drużynowo | 547 pkt. (druż.) 94 pkt. (ind.) |         | [ 5 ]  |

### Medale mistrzostw świata
Opracowano na podstawie materiałów źródłowych:
| Mistrzostwa | Konkurencja | Wynik   | Miejsce |
| ----------- | ----------- | ------- | ------- |
| Rzym 1930   | Trap        | 93 pkt. |         |